# (11253) Mesyats
(11253) Mesyats est un astéroïde de la ceinture principale.

## Description
(11253) Mesyats est un astéroïde de la ceinture principale. Il fut découvert le 26 octobre 1976 à Naoutchnyï par Tamara Smirnova. Il présente une orbite caractérisée par un demi-grand axe de 2,23 UA, une excentricité de 0,20 et une inclinaison de 5,0° par rapport à l'écliptique.

## Compléments